# Issa Alassane-Ousséni
Issa Alassane-Ousséni (* 10. Mai 1961) ist ein beninischer Sprinter.

## Karriere
Alassane-Ousséni nahm an den Olympischen Sommerspielen 1988 als Teil einer siebenköpfigen und an den 1996 als Teil einer fünfköpfigen Delegation Benins teil.
In Südkorea 1988 erreichte er über die Distanz von 100 m das Viertelfinale. Über 200 m verpasste er mit einem Rückstand von 0,06 s den Rang für die nächste Runde. Als Teil der 4-mal-100-Meter-Staffel schied er ebenfalls im Vorlauf aus. Bei den Spielen acht Jahre später in Atlanta trat er beim 4-mal-100-Meter-Staffellauf an und belegte mit seinen Kollegen im vierten Vorlauf mit 40,79 s den sechsten Rang unter acht startenden Staffeln.

## Persönliche Bestzeiten
- 100 m: 10,3 s (1988)
- 200 m: 21,74 s (1988)